# Vacenovice (Jaroměřice nad Rokytnou)
Vacenovice (2. pád do Vacenovic, 6. pád ve Vacenovicích, lidově též Vacanovice; německy Watzanowitz) jsou vesnice, místní část Jaroměřic nad Rokytnou. Ve vesnici žije 73 obyvatel.

## Geografická charakteristika
Zastavěné území místní části Vacenovice je od místní části Jaroměřice nad Rokytnou vzdáleno asi 3 km: po silnicích č. II/360 a č. III/36077. Posléze jmenovaná pak pokračuje na sever a ústí do silnice č. III/36068 do Výčap a do Moravských Budějovic. Další silnice č. III/36072 odbočuje ze silnice č. III/36068 do Horního Újezda. Bezmála 2,5 km mají Vacenovičtí na nejbližší zastávku na železniční trati č. 241 – Šebkovice.
Vacenovice se rozkládají v nadmořské výšce 445 až 455 m n. m. po obou březích Vacenovického potoka; ten je přítokem Štěpánovického potoka tekoucího k Jaroměřicím. Na severovýchod od osady okolní terén stoupá do 481 m. V okolí se nalézají vltavíny.

## Historie
V katastru osady se nalezly nástroje z mladší doby kamenné. Doloženo je sídliště s moravskou malovanou keramikou a slovanské sídliště.
První zmínka o Vacenovicích je datována rokem 1353, kdy je držel Heral z Heraltic. Z dalších držitelů se připomíná k roku 1410 Smil z Heraltic. Poté se osada vylidnila (nejpozději r. 1505). Jako znovu osídlené (doloženo 1629) se Vacenovice staly součástí lesonického panství, a to až do roku 1849.
V letech 1964–1990 byly Vacenovice součástí Horního Újezda; od 1. srpna 1990 jsou osadou Jaroměřic.
Vacenovice byly elektrifikovány v roce 1932 Západomoravskými elektrárnami (ZME). Jednotné zemědělské družstvo bylo zřízeno roku 1953.
| Rok            | 1869 | 1880 | 1890 | 1900 | 1910 | 1921 | 1930 | 1950 | 1961 | 1970 | 1980 | 1991 | 2001 |
| -------------- | ---- | ---- | ---- | ---- | ---- | ---- | ---- | ---- | ---- | ---- | ---- | ---- | ---- |
| Počet obyvatel | 179  | 156  | 165  | 165  | 169  | 191  | 185  | 144  | 137  | 131  | 125  | 92   | 73   |

## Pamětihodnosti
- Místnímu rodáku Mons. ThDr. Františku Vorlíčkovi, dlouholetému tajemníku papeže Jana Pavla II., věnoval pamětní kříž. jeho příbuzný společně s biskupstvím brněnským. Vedle ní u domu č. 4 je zvonička.
- Vacenovický potok je zdrojem vody pro koupaliště a rybník sloužící k rekreaci.

## Osobnosti
- Josef Prodělal (* 1947), fotograf a grafik
- František Vorlíček (1913–1999), duchovní
- Josef Vorlíček, oběť případu Babice